# Caecum crebricinctum
Caecum crebricinctum är en snäckart som beskrevs av Carpenter 1864. Caecum crebricinctum ingår i släktet Caecum och familjen Caecidae.

## Underarter
Arten delas in i följande underarter:
- C. c. crebricinctum
- C. c. barkleyense
- C. c. catalinense
- C. c. oregonense
- C. c. pedroense